# Lords Commissioners
Die Lords Commissioners sind Mitglieder des Privy Council, die vom britischen Monarchen ernannt werden, um in seinem Namen bestimmte Aufgaben im Zusammenhang mit dem Parlament auszuüben, die ansonsten die Anwesenheit des Monarchen im Palace of Westminster erfordern würden. Dazu gehören die Parlamentseröffnung und der Abschied, die Bestätigung des neugewählten Speakers of the House of Commons und die Gewährung der Royal Assent für Gesetze des Parlaments. Die Gesamtheit der Lords Commissioners wird als Royal Commission bezeichnet. Die Royal Commission besteht aus mindestens drei, gewöhnlich fünf Mitgliedern. Normalerweise gehört dem Gremium der Lordkanzler, der Erzbischof von Canterbury, die Führer der drei größten Parteien im House of Lords, der Convenor of the House of Lords Crossbenchers und seit 2007 der Lord Speaker an. Gelegentlich wird, wenn der normale Commissioner nicht verfügbar ist, ein Ersatzmann wie zum Beispiel der stellvertretende Parteiführer bestimmt. 
In der Neuzeit hat der Erzbischof von Canterbury an keiner der Sitzungen der Royal Commission teilgenommen. Daher wird sie gewöhnlich vom Lordkanzler als ranghöchstem Mitglied geleitet. Seit der Ernennung von Jack Straw 2007 sind die Lordkanzler Mitglied des House of Commons und nicht des House of Lords. Seither nimmt der Lordkanzler wie der Erzbischof von Canterbury nicht mehr an den Sitzungen teil. Er wird dann vom Leader of the House of Lords ersetzt. Seinen Platz nimmt dann der Lord Speaker ein. Bei der Bestätigung der Speaker of the House of Commons John Bercow und Lindsay Hoyle 2009 und 2019 übten die Lordkanzler Jack Straw und Robert Buckland die Funktion persönlich aus und der Lordspeaker war nicht Lord Commissioner.
Die Lords Commissioners betreten zu einer festgelegten Zeit das House of Lords und nehmen auf für sie bereitgestellten Plätzen vor dem königlichen Thron Platz. Das höchstrangige Mitglied bittet den Gentleman/Lady Usher of the Black Rod das House of Commons zu rufen. Die Vertreter des House of Commons kommen vor die Schranke im House of Lords, betreten die Kammer aber nicht und verneigen sich dreimal. Nach jeder Verbeugung nehmen die männlichen Lord Commissioner ihren Hut ab und die weiblichen neigen den Kopf. Der Reading Clerk of the House of Lords verliest dann die Monarch’s Commission, welche die Lords Commissioners dann bestätigen. Danach verneigen sich die Commons nochmal dreimal und gehen.

## Lords Commissioners
Die folgenden Personen sind seit 2019 teilnehmende und nicht teilnehmende Lords Commissioners:
| Bild | Amtsinhaber                                             | Amt                                                        | Seit               |
| ---- | ------------------------------------------------------- | ---------------------------------------------------------- | ------------------ |
|      | The Most Rev. and Rt Hon. Justin Welby                  | Erzbischof von Canterbury                                  | 4. Februar 2013    |
|      | The Rt Hon. Robert Buckland, MP                         | Lord High Chancellor of Great Britain                      | 24. Juli 2019      |
|      | The Rt Hon. Norman Fowler, Baron Fowler                 | Lord Speaker of the House of Lords                         | 1. September 2016  |
|      | The Rt Hon. Natalie Evans, Baroness Evans of Bowes Park | Leader of the House of Lords Lord Keeper of the Privy Seal | 14. Juli 2016      |
|      | The Rt Hon. Angela Smith, Baroness Smith of Basildon    | Leader of the Labour Party in the House of Lords           | 27. Mai 2015       |
|      | The Rt Hon. Richard Newby, Baron Newby                  | Leader of the Liberal Democrats in the House of Lords      | 13. September 2016 |
|      | The Rt Hon. Igor Judge, Baron Judge                     | Convenor of the Crossbench Peers                           | Oktober 2019       |

Die umstrittenen Parlamentssuspendierung im September 2019 wurde von den Lord Commissioners Newby und Smith of Basildon boykottiert. Daher wurde sie durch nur drei Lord Commissioners durchgeführt.